# Нужненко, Юрий Иванович
Юрий Иванович Нужненко (укр. Юрій Іванович Нужненко; род. 2 июня 1976, Киев, УССР) — украинский профессиональный боксёр в полусредней весовой категории (welterweight) — 66,7 кг.

## Биография
В бокс Юрия в 16 лет привел старший брат.
В 1995 и 1996 годах — чемпион Украины. Кавалер ордена «За заслуги» ІІІ степени (2008).

## Профессиональная карьера
Первый бой на профессиональном ринге провел в 24 июня 2000 года, победив техническим нокаутом в первом раунде чеха Милана Вршечки.
2006 год — чемпион по версии WBA Inter-Continental в полусреднем весе.
2007 год — регулярный чемпион мира по версии WBA в полусреднем весе.
2008 год — WBA объявила Нужненко регулярным чемпионом мира в полусреднем весе, так как прежний обладатель титула Антонио Маргарито был провозглашен Суперчемпионом.
19 апреля 2008 года встретился с Ирвингом Гарсией из Пуэрто-Рико. На кону боя — титул регулярного чемпиона мира по версии WBA (2-я защита Нужненко) в полусреднем весе. Бой остановлен после 10-го раунда из-за травмы Нужненко, полученной в результате удара головой. Счёт судей: 96-95, 95-95 (дважды). Результат боя — ничья.
20 декабря 2008 года выиграл единогласным решением судей узбека Икболжона Курбанова.
10 апреля 2009 года — утратил чемпионский титул в бою с Вячеславом Сенченко
17 сентября 2009 года в Днепре (Украина) досрочно выиграл узбекского боксёра Мамасоли Кимсанбоева.
20 ноября 2009 года в Черкассах выиграл единогласным решением судей российского боксёра Вячеслава Яковенко.
16 июля 2010 года в Болтоне (Великобритания) проиграл решением судей англичанину Мэттью Хаттону.
17 декабря 2011 года в Киеве одержал победу над Адхамом Назаровым из Узбекистана.
1 июня 2012 года в Жешуве (Польша) проиграл решением судей поляку Мацею Сулецкому.

## Таблица профессиональных поединков
В таблице перечислены результаты всех поединков боксёров.
В каждой строке указан результат поединка. Дополнительно номер поединка обозначен цветом, который обозначает итог поединка. Расшифровка обозначений и цветов представлена в нижеследующей таблице.
| Пример | Расшифровка                     |
| ------ | ------------------------------- |
|        | Победа                          |
|        | Ничья                           |
|        | Поражение                       |
|        | Планируемый поединок            |
|        | Поединок признан несостоявшимся |
| КО     | Нокаут                          |
| ТКО    | Технический нокаут              |
| PTS    | Решение судей (по очкам)        |
| UD     | Единогласное решение судей      |
| MD     | Решение большинства судей       |
| SD     | Раздельное решение судей        |
| RTD    | Отказ от продолжения боя        |
| DQ     | Дисквалификация                 |
| NC     | Поединок признан несостоявшимся |

| 35 поединок, 31 победа (14 нокаутом), 3 поражения, 1 ничья. | 35 поединок, 31 победа (14 нокаутом), 3 поражения, 1 ничья. | 35 поединок, 31 победа (14 нокаутом), 3 поражения, 1 ничья. | 35 поединок, 31 победа (14 нокаутом), 3 поражения, 1 ничья. | 35 поединок, 31 победа (14 нокаутом), 3 поражения, 1 ничья. | 35 поединок, 31 победа (14 нокаутом), 3 поражения, 1 ничья. | 35 поединок, 31 победа (14 нокаутом), 3 поражения, 1 ничья. |
| Бой                                                         | Рекорд                                                      | Дата                                                        | Соперник                                                    | Место боя                                                   | Результат                                                   | Данные о бое |
| ----------------------------------------------------------- | ----------------------------------------------------------- | ----------------------------------------------------------- | ----------------------------------------------------------- | ----------------------------------------------------------- | ----------------------------------------------------------- | --- |
| 35                                                          | 31-3-1                                                      | 1 июня 2012                                                 | Мацей Сулецкий (9-0)                                        | Hala na Podpromiu, Жешув, Польша                            | UD 6                                                        | Счет судей: 55-59 (трижды). |
| 34                                                          | 31-2-1                                                      | 17 декабря 2011                                             | Адхам Назаров (4-4)                                         | Sport Palace, Киев, Украина                                 | UD 8                                                        | Счет судей: 80-72 (трижды). |
| 33                                                          | 30-2-1                                                      | 16 июля 2010                                                | Мэттью Хаттон (39-4-2)                                      | Bolton Arena, Болтон, Великобритания                        | UD 12                                                       | Бой за титул чемпиона Европы по версии EBU (1-я защита Хаттона) в полусреднем весе. Хаттон в нокдауне в 1-м раунде. Счёт судей: 110-117, 111-116 (дважды).                                                                       |
| 32                                                          | 30-1-1                                                      | 20 ноября 2009                                              | Вячеслав Яковенко (7-7-1)                                   | Дворец Спорта «Строитель», Черкассы, Украина                | UD 10                                                       | Счет судей: 99-91, 100-90 (дважды). |
| 31                                                          | 29-1-1                                                      | 17 сентября 2009                                            | Мамасоли Кимсанбоев (11-1)                                  | Метеор, Днепр, Украина                                      | RTD 4 (8), 3:00                                             | |
| 30                                                          | 28-1-1                                                      | 10 апреля 2009                                              | Вячеслав Сенченко (28-0)                                    | Дружба, Донецк, Украина                                     | UD 12                                                       | Бой за титул чемпиона мира по версии WBA в полусреднем весе. Счёт судей: 110-118, 112-116 (дважды). |
| 29                                                          | 28-0-1                                                      | 20 декабря 2008                                             | Икболжон Курбанов (8-2)                                     | Дворец спорта «Юность», Запорожье, Украина                  | UD 10                                                       | |
| 28                                                          | 27-0-1                                                      | 19 апреля 2008                                              | Ирвинг Гарсия (16-3-1)                                      | Sport Palace, Киев, Украина                                 | TD 10 (12), 3:00                                            | Бой за титул временного чемпиона мира по версии WBA (1-я защита Нужненко) в полусреднем весе. Бой остановлен после 10-го раунда из-за травмы Нужненко, полученной в результате удара головой. Счёт судей: 96-95, 95-95 (дважды). |
| 27                                                          | 27-0                                                        | 8 декабря 2007                                              | Фредерик Клозе (41-5)                                       | La Palestre, Ле-Канне, Франция                              | UD 12                                                       | Бой за титул временного чемпиона мира по версии WBA в полусреднем весе. Счёт судей: 116-112, 116-113 (дважды). |
| 26                                                          | 26-0                                                        | 9 июня 2007                                                 | Хуан Карлос Вильярреал (38-7-1)                             | Sport Palace, Киев, Украина                                 | UD 12                                                       | Бой за титул чемпиона по версии WBA Inter-Continental (3-я защита Нужненко) в полусреднем весе. Счёт судей: 119-109, 120-108 (дважды).                                                                                           |
| 25                                                          | 25-0                                                        | 27 февраля 2007                                             | Фархад Бакиров (24-0-2)                                     | Sport Palace, Киев, Украина                                 | UD 12                                                       | Бой за титул чемпиона по версии WBA Inter-Continental (2-я защита Нужненко) в полусреднем весе. Счёт судей: 116-109, 117-109 (дважды).                                                                                           |
| 24                                                          | 24-0                                                        | 23 сентября 2006                                            | Максим Нестеренко (46-9-2)                                  | Sport Palace, Киев, Украина                                 | TKO 8 (12)                                                  | Бой за титул чемпиона по версии WBA (1-я защита Нужненко) Inter-Continental в полусреднем весе. |
| 23                                                          | 23-0                                                        | 8 июня 2006                                                 | Артур Бояновский (4-0)                                      | Львовский государственный цирк, Львов, Украина              | TKO 5 (8)                                                   | |
| 22                                                          | 22-0                                                        | 7 марта 2006                                                | Лаатеквей Хаммонд (15-4)                                    | Sport Palace, Киев, Украина                                 | TKO 8 (12)                                                  | Бой за вакантный титул чемпиона по версии WBA Inter-Continental в полусреднем весе. |
| 21                                                          | 21-0                                                        | 18 декабря 2005                                             | Борис Акопов (2-1)                                          | Дворец молодежи и студентов, Кривой Рог, Украина            | UD 8                                                        | |
| 20                                                          | 20-0                                                        | 16 сентября 2005                                            | Сергей Наварка (5-3)                                        | Метеор, Днепр, Украина                                      | TKO 2 (6)                                                   | |
| Бой                                                         | Рекорд                                                      | Дата                                                        | Соперник                                                    | Место боя                                                   | Результат                                                   | Данные о бое |

## Семья
Женат. Воспитывает двух дочерей. Живёт в Броварах (Киевская область, Украина). Тренер — Александр Полищук.